# Harold Ramis

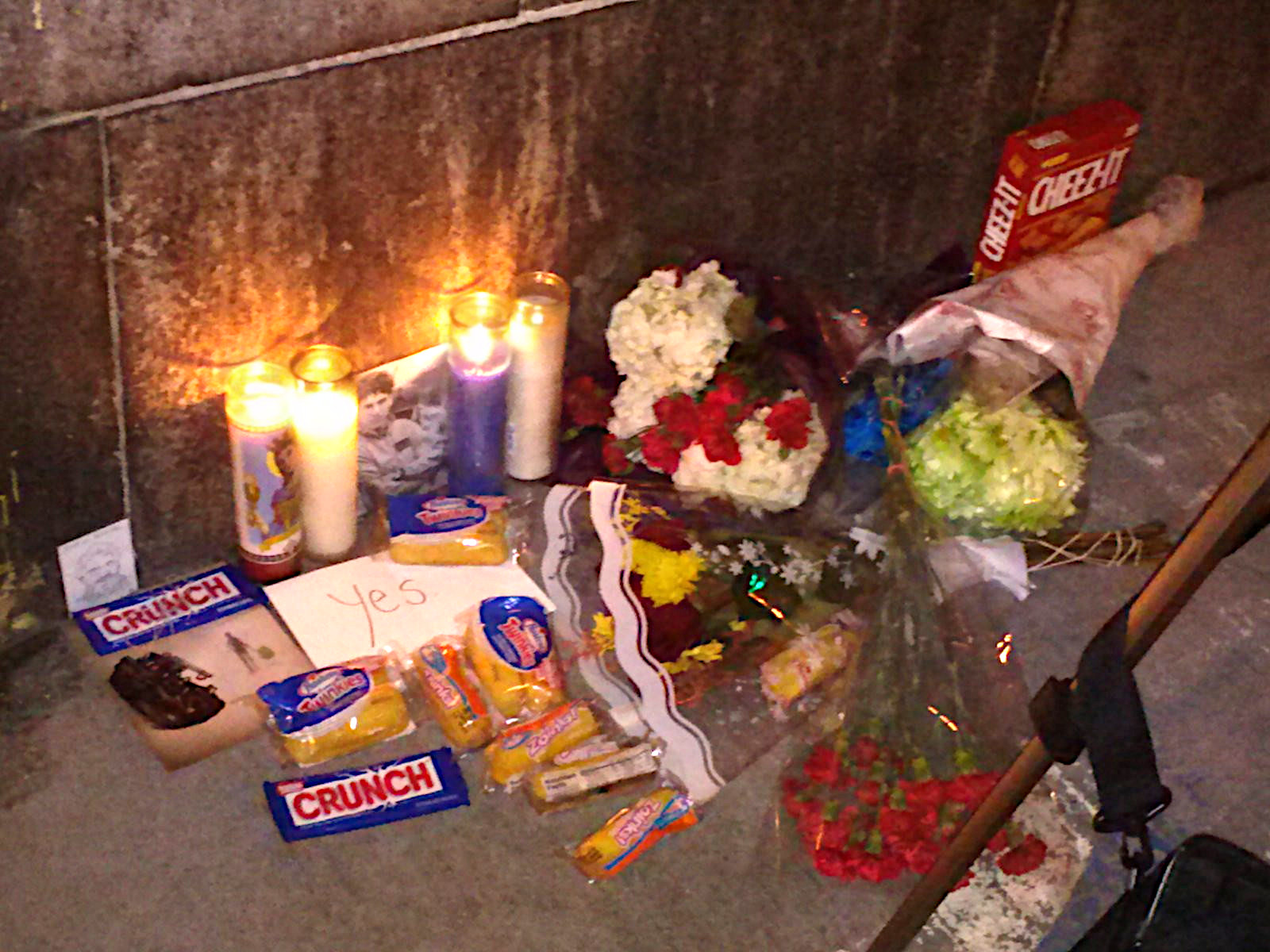
În memoria lui Harold Ramis

Harold Ramis (n. 21 noiembrie 1944, Chicago, Illinois - d. 24 februarie 2014, Chicago, Illinois)  a fost un actor american, regizor, și scriitor, specializat în comedie. Printre cele mai cunoscute roluri de film ale sale se numără și Egon Spengler în Ghostbusters (1984) și Ziskey Russell în Stripes (1981). Harold Ramis a fost scenarist și regizor a numeroase filme, de exemplu Caddyshack (1980), Groundhog Day (1993) sau Analyze This (1999).

## Filmografie

### Filme
| An   | Titlu                                       | Regizor | Scenarist | Producător | Producător executiv | Actor | Rol                |
| ---- | ------------------------------------------- | ------- | --------- | ---------- | ------------------- | ----- | ------------------ |
| 1978 | National Lampoon's Animal House             |         | Da        |            |                     |       |                    |
| 1979 | Meatballs                                   |         | Da        |            |                     |       |                    |
| 1980 | Caddyshack                                  | Da      | Da        |            |                     |       |                    |
| 1981 | Stripes                                     |         | Da        |            |                     | Da    | Russell Ziskey     |
| 1981 | Heavy Metal                                 |         |           |            |                     | Da    | Zeke               |
| 1983 | O vacanță de tot râsul                      | Da      |           |            |                     | Da    | Marty Moose        |
| 1984 | Ghostbusters                                |         | Da        |            |                     | Da    | Dr. Egon Spengler  |
| 1986 | Back to School                              |         | Da        |            | Da                  |       |                    |
| 1986 | Club Paradise                               | Da      | Da        |            |                     |       |                    |
| 1986 | Armed and Dangerous                         |         | Da        |            |                     |       |                    |
| 1987 | Baby Boom                                   |         |           |            |                     | Da    | Steven Bochner     |
| 1988 | Caddyshack II                               |         | Da        |            |                     |       |                    |
| 1988 | Stealing Home                               |         |           |            |                     | Da    | Alan Appleby       |
| 1989 | Ghostbusters II                             |         | Da        |            |                     | Da    | Dr. Egon Spengler  |
| 1991 | Rover Dangerfield                           |         | Da        |            |                     |       |                    |
| 1993 | Ziua cârtiței                               | Da      | Da        | Da         |                     | Da    | Neurologist        |
| 1994 | Airheads                                    |         |           |            |                     | Da    | Chris Moore        |
| 1994 | Love Affair                                 |         |           |            |                     | Da    | Sheldon Blumenthal |
| 1995 | Stuart Saves His Family                     | Da      |           |            |                     |       |                    |
| 1996 | Multiplicity                                | Da      |           | Da         |                     |       |                    |
| 1997 | Mai bine nu se poate                        |         |           |            |                     | Da    | Dr. Martin Bettes  |
| 1999 | Analyze This                                | Da      | Da        |            |                     |       |                    |
| 2000 | High Fidelity                               |         |           |            |                     | Da    | Rob's Dad          |
| 2000 | Bedazzled                                   | Da      | Da        | Da         |                     |       |                    |
| 2002 | Orange County                               |         |           |            |                     | Da    | Don Durkett        |
| 2002 | The First $20 Million Is Always the Hardest |         |           |            | Da                  |       |                    |
| 2002 | Analyze That                                | Da      | Da        |            |                     |       |                    |
| 2005 | Semeni vânt, culegi furtună!                | Da      |           |            |                     |       |                    |
| 2006 | I Want Someone to Eat Cheese With           |         |           |            | Da                  |       |                    |
| 2006 | The Last Kiss                               |         |           |            |                     | Da    | Profesor Bowler    |
| 2007 | Knocked Up                                  |         |           |            |                     | Da    | Ben's Dad          |
| 2007 | Walk Hard: The Dewey Cox Story              |         |           |            |                     | Da    | L’Chai’m           |
| 2009 | Year One                                    | Da      | Da        | Da         |                     | Da    | Adam               |

### Televiziune
| An        | Titlu emisiune                                      | Regizor | Producător | Scenarist | Note                |
| --------- | --------------------------------------------------- | ------- | ---------- | --------- | ------------------- |
| 1976–1979 | Second City Television                              |         | Da         | Da        | Producător asociat  |
| 1979      | Delta House                                         |         |            | Da        |                     |
| 1982      | The Rodney Dangerfield Show: It's Not Easy Bein' Me |         | Da         | Da        |                     |
| 1983      | The Top                                             |         | Da         |           | Producător executiv |

### Jocuri video
| An   | Titlu                        | Rol               | Note      |
| ---- | ---------------------------- | ----------------- | --------- |
| 2009 | Ghostbusters: The Video Game | Dr. Egon Spengler | Scenarist |